# Ambroise Thomas

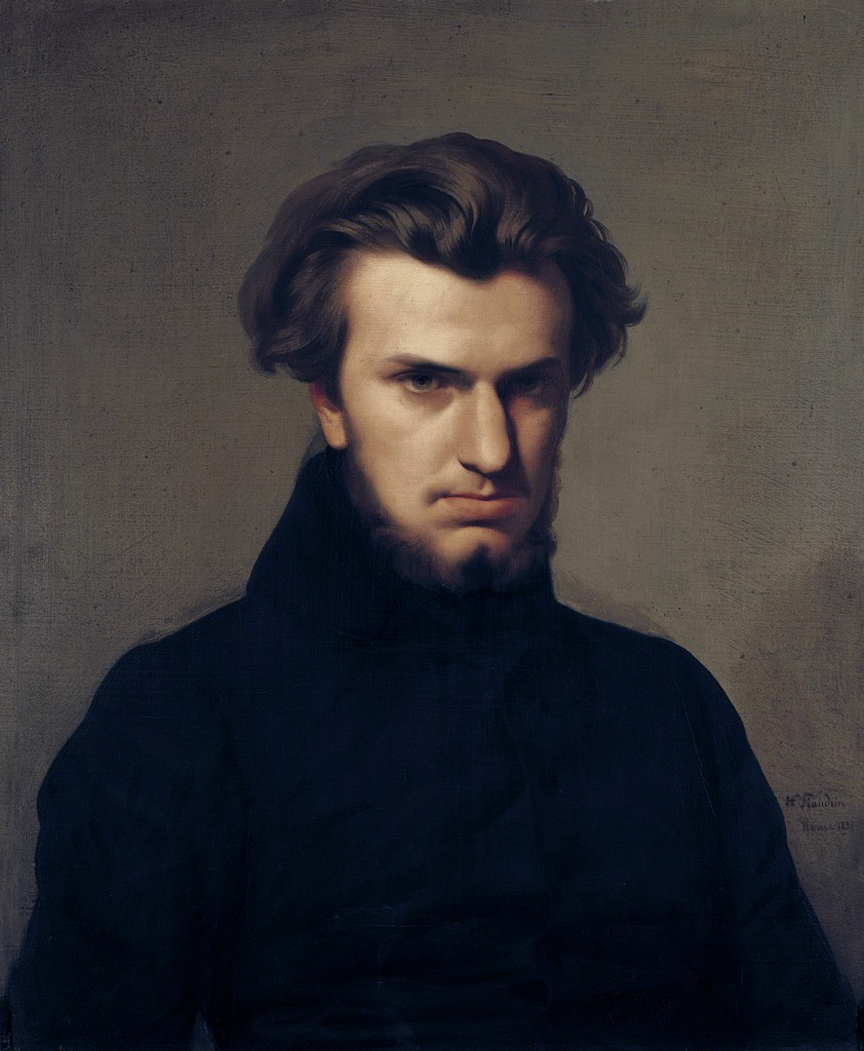
Porträt des jungen Ambroise Thomas von Hippolyte Flandrin, 1834

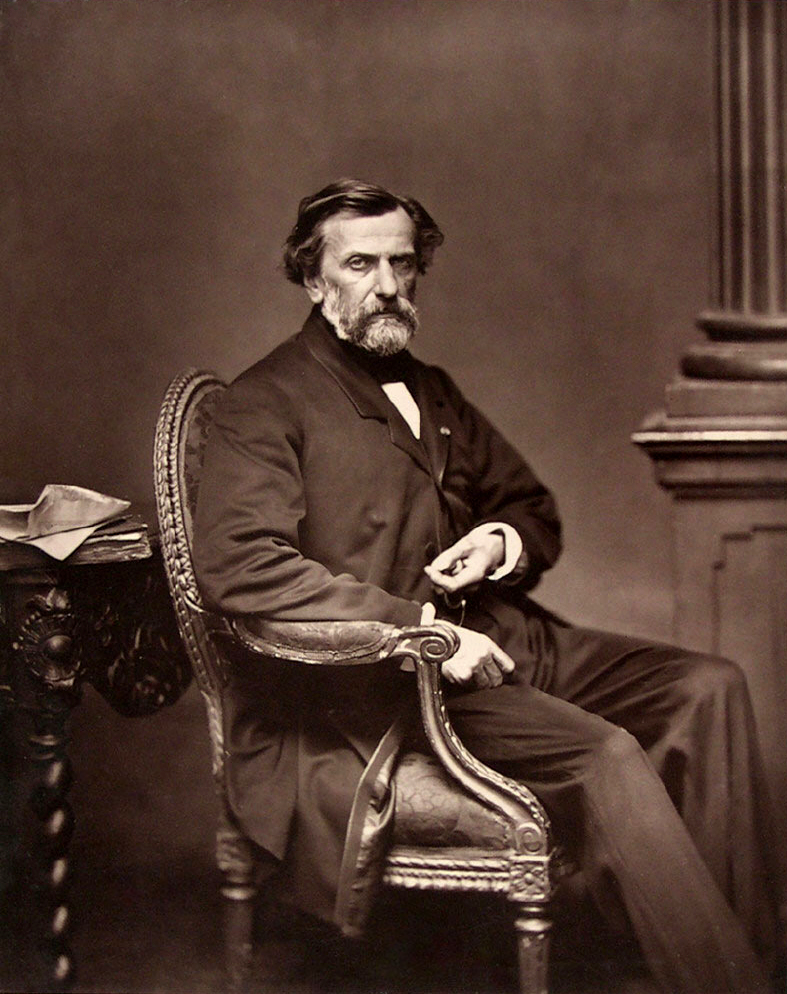
Ambroise Thomas, zwischen 1876 und 1884

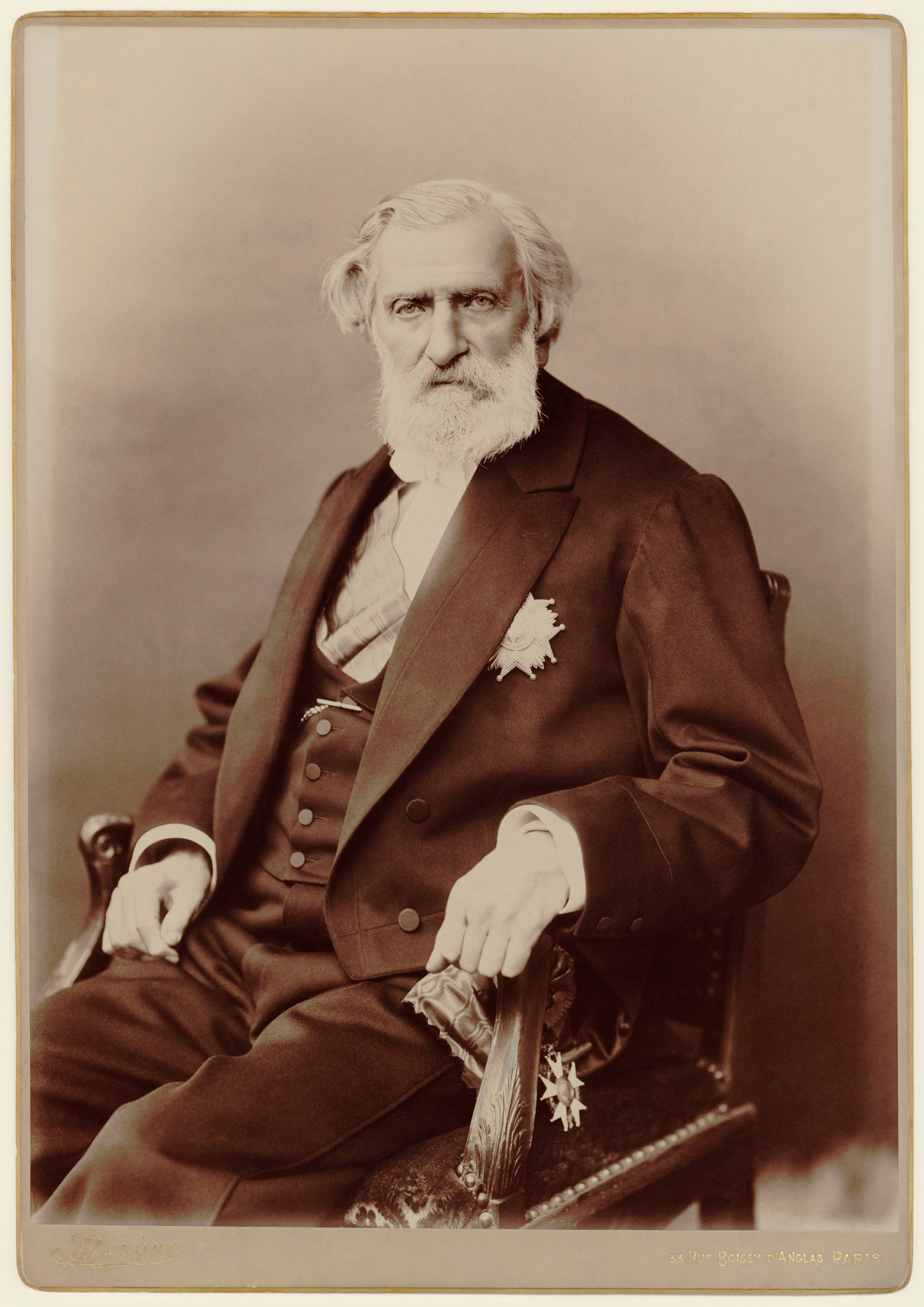
Ambroise Thomas, zwischen 1894 und 1896

Charles Louis Ambroise Thomas (* 5. August 1811 in Metz; † 12. Februar 1896 in Paris) war ein französischer Komponist.

## Leben
Thomas wurde 1828 Student des Pariser Konservatoriums, wo er Schüler von Friedrich Kalkbrenner, Victor Dourlen, Pierre Zimmermann und Jean-François Lesueur war. Er gewann 1832 mit der Kantate Hermann und Ketty den Prix de Rome und hielt sich drei Jahre in Italien auf. Danach lebte er ab 1836 als Opern- und Ballettkomponist in Paris. Ab 1871 war er Direktor des Konservatoriums. 1868 war er zum Kommandeur der Ehrenlegion ernannt worden; in Paris wurde ihm 1890 von Falguière ein Standbild errichtet.
Neben neunzehn Opern, deren erfolgreichste Hamlet und Mignon waren, komponierte Thomas ein Ballett, zwei Kantaten, ein Requiem, kammermusikalische Werke, Motetten, Kanzonen und Männerquartette.

## Opern
- La double Échelle, 1837; Libretto von Eugène de Planard
- Le Perruquier de la Régence, 1838; Libretto von Eugène de Planard und Paul Dupont
- Le panier fleuri, 1839; Libretto von Adolphe de Leuven und Léon-Lévy Brunswick
- Carline, 1840
- Le compte de Carmagnola, 1841; Libretto von Eugène Scribe
- Le guerillero, 1842
- Angélique et Médor, 1843
- Minna ou Le ménage à trois, 1843
- Le Caïd, 1849 („Der Kadi“); Libretto von Thomas Sauvage
- Le songe d’une nuit d’été, 1850 („Der Sommernachtstraum“)
- Raymond ou Le secret de la Reine, 1851 („Raymond“)
- La Tonelli, 1853
- La Cour de Célimène, 1855; Opéra comique; Libretto von Rosier
- Psyché, 1857 („Psyche“)
- Le Carnaval de Venise, 1857
- Le roman d’Elvire, 1860
- Mignon, 1866; nach Goethes Wilhelm Meisters Lehrjahre; Libretto von Jules Barbier und Michel Carré
- Hamlet, 1868; nach Shakespeares Hamlet; Libretto von Jules Barbier und Michel Carré
- Gille et Gillotin, 1874
- Françoise de Rimini, 1882